# Stade intercontinental de baseball de Taichung
 (avril 2025).
Si vous disposez d'ouvrages ou d'articles de référence ou si vous connaissez des sites web de qualité traitant du thème abordé ici, merci de compléter l'article en donnant les références utiles à sa vérifiabilité et en les liant à la section « Notes et références ».
Le stade intercontinental de baseball de Taichung (en chinois traditionnel : 臺中市洲際棒球, en anglais : Taichung Intercontinental Baseball Stadium) est un stade de baseball situé dans la ville de Taichung, à Taïwan.

## Histoire
Le stade a été construit pour remplacer le vieux Taichung Baseball Field construit en 1935 et devenu inadapté à l'accueil d'une équipe de baseball professionnelle ou d'une compétition internationale, notamment en raison de difficultés de stationnement.
La construction a débuté le 20 avril 2005 et s'achève le 9 novembre 2006, en amont de la Coupe intercontinentale de baseball 2006 ; à cette occasion, l'enceinte sportive est renommée via le terme Intercontinental, portant le nom de stade intercontinental de baseball plutôt que stade international de baseball jusqu'alors utilisé,. L'inauguration du stade a lieu le 20 octobre, en marge d'un match amical de softball.
Le premier match majeur officiel joué le 9 novembre 2006 entre la Corée du Sud et les Philippines, avec une victoire de la Corée du Sud 10 à 0 en 7 manches.
En 2007, le stade a accueilli une partie des matchs de la Coupe du monde de baseball du 7 au 14 novembre et le Championnat d'Asie de baseball qualificatif pour le tournoi de baseball aux Jeux olympiques d'été de 2008 à Pékin.